# Villa de Otura
Villa de Otura település Spanyolországban, Granada tartományban. Villa de Otura Alhendín, Ogíjares, Gójar, Dílar és Padul községekkel határos. Lakosainak száma 7606 fő (2024).

## Népesség
A település népessége az elmúlt években az alábbi módon változott:
| Lakosok száma | 4603 | 5222 | 5632 | 6423 | 6747 | 6872 | 6835 | 6952 | 7173 | 7606 |
|               | 2001 | 2004 | 2006 | 2009 | 2011 | 2014 | 2016 | 2019 | 2021 | 2024 |